# Leandra lehmanni
Leandra lehmanni är en tvåhjärtbladig växtart som beskrevs av Célestin Alfred Cogniaux. Leandra lehmanni ingår i släktet Leandra och familjen Melastomataceae.
Artens utbredningsområde är Colombia. Inga underarter finns listade i Catalogue of Life.